# 둠 3 (비디오 게임)
《둠 3》(Doom 3)는 이드 소프트웨어가 개발한 1인칭 슈팅 게임으로, 둠 1을 새로운 게임 엔진과 현대적인 컴퓨터 그래픽으로 구현한 리메이크작이다. 게임은 2145년 화성에 위치한 '유니온 에어로스페이스 코퍼레이션(Union Aerospace Corporation, UAC)'의 연구 센터에서 시작하게 된다. 의문 가운데 지옥의 문이 열리고, 곧 악마들이 그 문을 통해 화성으로 나오게 된다. 플레이어는 UAC 기지의 해병대 병사가 되어 지옥의 문을 통해 침략해 오는 악마들과 맞서 싸우게 되며, 그 과정에서 이 거대한 기지에서 이루어지고 있던 비밀 연구의 흑막과 맞닥뜨리게 된다.
둠 3은 마이크로소프트 윈도우용으로 개발되었고 2004년에 리눅스로 이식되었다. 일곱달 후에는 맥 OS X용과 엑스박스 버전도 릴리즈되었다. 엑스박스 버전은 온라인으로 두 명의 플레이어가 협동해 게임을 진행해 나가는 모드를 추가하였으며, 원작과 비슷하지만 약간 떨어지는 그래픽 수준을 가지고 있다. 확장팩인 둠 3: 악마의 부활은 너브 소프트웨어(Nerve Software)와 이드 소프트웨어가 공동으로 개발하여 2005년 4월 3일에 출시되었다. 확장팩에서는 추가 몬스터와 보스 및 그래버(중력총)이나 더블배럴 샷건 및 시간을 느리게 흘러가게 해주는 아티펙터 등이 추가되었다.

## 줄거리
원작과 흡사하게, 이 게임은 외계 기지에 임무를 수행하기 위해 파견된 익명의 한 병사(둠가이)를 주인공으로 하고 있다. 차원의 문을 통한 악마들의 예기치 않은 침공에 직면해 그는 자신의 안전을 위해 다양한 악마와 괴물들과 싸워야 한다. 원작과 신작 모두 리더가 지옥을 방문하지만, 오리지널 둠에서는 게임의 3번째 에피소드 '인페르노'로 나뉘어 있는 반면에 둠 3에서는 모두가 한 에피소드이다. 둠 3이 둠 1의 기조를 유지하고는 있지만, 많은 변화들이 존재하며 그 중 주요한 것으로 적의 침공을 좀 더 자세하게 다루고 있다는 점과, 게임의 배경이 화성의 위성 포보스와 데이모스가 아닌 화성 표면이라는 점 등이 있다.

둠 3의 스토리는 화성 지하의 고대 유적의 발견을 둘러싸고 진행된다. 이 장소에서 고대 화성인들이 텔레포트 기술을 개발했다는 기록을 담은 석판들이 발견된다. 이 석판들의 의미를 말하면, 첫 번째 석판은 고대 화성인류 전체의 역사, 두 번째 석판은 고대 화성인류와 악마들의 전투이며, 화성 인류의 승리에 대한 희생이 바로 소울큐브이다. 세 번째 석판은 소울큐브에 관한 것이며, 네 번째 석판은 바로 주인공 자신으로, 그러므로 화성을 구할 사람은 바로 주인공 자신인 것을 게임 후반부에 주인공은 깨닫게 되는데...

## 게임 플레이
둠 3의 게임플레이는 오리지널 둠과 유사하다. 하지만 PDA를 포함해 암호를 풀고, 상대방하고 대화하는 점에서는 미국의 Alone in the dark(어둠 속의 나홀로) 게임하고도 조금 닮은 점이 있긴 하다. 물론 둠답게 게임의 기본 진행 방식은 각 스테이지에서 적들을 물리치고 다음 지역으로 이동하는 것이다. 즉 런 앤 건 방식의 게임플레이로 플레이어는 '움직이는 모든 것을 사격한다'. 둠 3의 이동은 2004년에 출시된 다른 어떤 FPS에서보다 단순하다. 플레이어는 4방향으로 이동하거나, 웅크리기, 점프, 질주 등이 가능하지만 엎드리거나 매달리는 것은 불가능하다. 레벨 디자인은 대체로 직선적이지만, 특정 장소에 도달하기 위해서는 적의 전멸이나 아이템 수집, 혹은 퍼즐 풀기 등 몇 가지 작업을 완료해야 하는 경우도 있다.
둠 3의 게임플레이에서 중요한 요소는 조명으로, 어둠이 가져다주는 공포에 초점을 맞추고 있다. 게임 내 대부분의 레벨은 조명으로 인한 나름의 분위기를 조성하고 있으며, 대체로 어둡다. 이런 레벨 디자인은 어두움으로 공포를 불러일으키려는 목적도 있지만, 실제로 여기저기서 갑작스럽게 등장해 공격하는 적을 보기가 힘들기 때문에 좀 더 위협적이고 긴장되는 게임 환경을 만들 수 있기 때문이기도 하다. 플레이어는 조명을 이용해 여기저기를 비춰가며 게임을 진행해야 한다.
게다가 플레이어가 무기와 조명(플래시라이트)중에서 한번에 한 가지만을 들 수 있다는 점에서 이런 특징은 더 부각된다. 즉 플레이어가 어떤 방에 들어갈때, 무기가 준비된 상태로 어두운 방에 들어갈 것인지, 조명을 든 상태로 방 안을 볼 수 있게 들어갈 것인지 중에서 한 가지를 선택해야 하게 만들어, 플레이어가 좀 더 심사숙고하게 된다. 이런 점은 인위적인 불편으로 공포를 만들어낸다는 면으로 지탄을 받기도 했다. '덕트 테이프 모드'로 알려진 모드에서는 플래시라이트를 샷건이나 머신건에 장착하는 기능을 지원한다. 이 모드의 반놀림조의 설명은 덕트 테이프 롤이 화성 어딘가에 존재한다는 것이다.
일단 무기는 1,2,3,4,5,6,7,8,9번까지 가능한데 둠1과 둠2와 다른 점은 2번의 무기가 더 추가되었다는 것이며 점프도 추가된 점도 있다. 추가로 더 공포스러운 점은 이 게임에서는 둠1과 둠2 게임하고는 달리 플레이어가 어떤 장애물에 찍히거나 깔릴 시 바로 즉사해버리며, 떨어지면 생명력이 깎아 낙사해버린 점이 생겼기 때문에 이런 점은 매우 주의해야 한다.

## 단계
- Mars City Underground
- Mars City
- Administration
- Alpha Labs - Sector 1
- Alpha Labs - Sector 2
- Alpha Labs - Sector 3
- Alpha Labs - Sector 4
- Enpro Plant
- Communications Transfer
- Communications
- Recycling Sector
- Recycling Sector 2
- Monorail
- Delta Labs - Sector 1
- Delta Labs - Sector 2 (上)
- Delta Labs - Sector 2 (下)
- Delta Labs - Sector 3
- Delta Labs - Sector 4
- Hell
- Delta Complex
- Central Processing
- Central Server Banks
- Site 3
- Caverns - Area 1
- Caverns - Area 2
- Primary Excavaion Site

1. 플레이어의 시작은 사실상 Mars City(화성 도시)부터 시작이지만 화성에 도착하자마자 싸움이 시작되지는 않는다.
2. 둠3의 첫 보스가 등장하는 시기는 Alpha Labs - Sector 4 출구 부분에 나타나는데 큰 거미 형태로 된 괴물이며 이 괴물은 플레이어가 아주 멀리 떨어져있어도 어떤 커다란 가시를 이용해 초능력으로 들어올려 플레이어를 향해 공격한다.
3. 둠3에 나오는 무서운 괴물의 두목 박사를 플레이어가 Recycling Sector 2 부분에서 만나며, 이후 계속 플레이어를 괴롭힌다. 드디어는 Delta Labs 지역에서 Hell(지옥)으로 포탈로 강제로 보낸다.
4. Hell로 강제로 이동할 경우 플레이어가 그 전에 가졌던 무기들은 모두 소멸하며, 새로 무기를 얻어야 하며, Hell 단계를 끝냈을 경우 그 곳에서 얻었던 무기 역시 사라지며 Delta Complex 지역으로 다시 되돌아올 경우 다시 무기를 얻어야 한다.
5. Hell에 등장하는 보스를 무찌르면 소율큐브라는 무기를 얻을 수 있는데 이 무기는 평소 무기와 달리 언제나 사용하지는 못한다. 오직 플레이어가 3마리 이상 괴물을 죽일 경우 자연히 충전되며 그 때에만 한 번씩 적을 죽이는데, 적의 생명력을 플레이어의 생명력으로 충전시킨다.
6. Central Server Banks 부분에는 앞서 주인공을 챙겼던 켈리도 마침내 화성 지역의 다른 군인들과 사람들이 좀비가 되는 것처럼, 켈리 역시 탱크 형태로 변한 무시무시한 괴물로 변한다. 하지만 이 괴물은 BFG 9000를 가지고 있어서 가장 위험한 보스 중 하나다.
7. Primary Excavaion Site 부분은 둠3의 맨 마지막 단계로서, 맨 마지막 단계 보스는 힘센 보스에 속하고, 맨 무기로는 아무리 쏴도 죽지 않으며, 소율큐브로만 죽일 수 있다. 마침내 이 단계마저 끝나면 둠3의 엔딩이 나타나는데 뒤늦게 도착한 지원군들이 플레이어를 챙기고 끝난다.

## 치트
둠3의 치트키는 둠1와 둠2와 달리 달라졌다.
- GOD = 무적
- GIVE ALL = 무기 꽉 참
- NOCLIP = 벽 통과

## 멀티플레이
멀티플레이 게임에서는 4명의 데스매치 게임만이 가능하다. 하지만 모드 제작자들이 8명까지 동시에 즐길 수 있는 패치를 내놓았으며, 이 패치는 확장팩 둠 3: 악마의 부활에서도 반영되었다.
데스매치 게임에서 플레이어는 제한된 시간 안에 다른 플레이어들을 최대한 많이 죽이거나 지정 킬수에 가장 먼저 도달해야 한다. 플레이어는 기본 아이템들(플레시라이트, 피스톨과 4개의 탄창, 그리고 2개의 수류탄)를 가지고 시작하며, 죽어도 이 상태로 다시 리스폰된다. 게임 내에서 회복 아이템이나 갑옷, 탄약, 파워업 아이템 및 싱글플레이에서 나오는 대부분의 무기들을 돌아다니면서 구할 수 있다. 아이템을 주운 후 일정시간이 지나면 같은 양이 다시 리스폰된다. 뉴 트위스트에서 주먹으로 다른 플레이어를 때리면 무기를 빼앗을 수 있다. 즉, 펀치를 맞으면, 들고 있는 무기를 공격자에게 빼앗기게 된다.
데스매치 외에 3개의 비슷한 게임 타입이 존재한다. 팀 데스매치에서 플레이어들은 레드 팀과 블루 팀으로 나뉘어 싸우게 된다. 토니 모드에서는 다른 플레이어들이 기다리는 동안 두 명이 일대일로 대결하게 되며 승자는 다음 도전자와 싸우고 패자는 줄의 맨 끝에 서게 된다. 라스트 맨 스탠딩 모드에서는 각 플레이어들은 일정 개수의 목숨을 부여받고 모든 목숨을 잃으면 매치가 끝날때까지 게임을 지켜봐야 한다.
멀티플레이에는 3개의 파워업 아이템이 존재한다. 버서크, 메가 헬스, 인비저빌러티인데, 뒤의 두 개는 싱글플레이 캠페인에서는 나오지 않는다. 버서크는 30초 동안 지속되며 플레이어의 스피드를 1.5배로 하는 대신 데미지를 3배로 받는다. 메가 헬스는 플레이어의 체력을 정상 최대치 100의 두 배인 200까지 올려준다. 인비저빌러티는 30초 동안 지속되며 플레이어를 '거의' 보이지 않게 만든다. 파워업 아이템은 옅은 녹색 빛을 발산한다.
둠 3의 엑스박스 버전은 엑스박스 라이브와 시스템 링크를 통한 4인 데스매치를 지원하며, 2명의 플레이어의 협동 모드도 가능하다.

### 물리 엔진
둠 3의 물리엔진은 대체적으로 현실적인 모습의 표현이 가능해, 적을 죽일 때에도 적이 다양한 자세로 쓰러지며 쓰러지는 적끼리 겹쳐지면서도 서로 얽히는 자연스러운 모습을 보여준다. 또한 주변의 사물을 때리면 자연스럽게 사물들이 움직인다. 수류탄의 경우 던지기 외에 굴리는 기능이 있는데, 땅을 자연스럽게 여기저기에 튕기거나 영향을 받아가며 굴러가는 모습을 보여준다. 반면 어떤 경우 계단에 누워있는 시체를 플래시 봉으로 때릴 경우 간혹 시체가 공중제비를 돌며 다시 땅에 떨어지는 이상한 현상이 관찰되기도 한다.

### 모드
둠 3은 퀘이크 2나 퀘이크 3처럼 모드 기능을 지원하며 다른 형태의 게임 모드도 가능하다. 또한 이미지나 기타 소스들이 들어있는 파일은 퀘이크 3에서처럼 ZIP으로 압축이 되어 있으며, 이 파일의 압축을 해제하면 방대한 분량의 이미지 및 소스를 볼 수 있으며 이 내용을 마음대로 편집하는 것이 가능하다.

## 기술적 특징

### 그래픽
둠 3은 실시간으로 그림자 및 조명을 생성하는 시스템을 가지고 있다. 다시 말해, 빛과 그림자는 라미트 맵과 같은 눈속임이 아니라 실시간으로 계산되어 표현되는 것이다. 파 크라이 같은 최신 게임들에서도 많이 사용하는 기술이기는 하지만, 둠 3의 발표 당시에는 충격적인 기술이었다.
또한 범프 매핑을 사용한 주변 환경 및 캐릭터도 둠 3의 특징 중 하나이다. 범프 매핑이란 주로 질감을 표현하고자 할 때 쓰이는 삼차원 그래픽 기술로서, 특히 우툴두툴한 표면을 나타낼 때 그 진가를 발휘한다. 범프 매핑을 사용하면 몇 개의 텍스쳐만을 가지고 실제로 우툴두툴한 표면처럼 멋지게 눈을 속일 수 있다. 이런 특징 덕에 범프 매핑 기법은 흙, 쇠, 옷감, 물 등의 배경 처리에 주로 사용되었는데, 둠 3에서는 이를 캐릭터들 전체에 적용시킨 것으로, 기술 자체는 고난이도의 기술이 아니지만, 이러한 방식으로 훌륭한 그래픽을 구현해낸 아이디어는 이드 소프트웨어의 진가를 보여준다.
둠 3의 그래픽 API는 Direct3D가 아닌 OpenGL로, OpenGL 가속에 강한 엔비디아의 지포스 그래픽카드에 좀 더 최적화되어 있으며, 이에 따라 엔비디아에서도 둠 3을 위한 울트라 셰이더 가속 기술을 지원해 실시간 그림자 처리가 더 고속의 처리가 가능하게 되었다. 반면 둠 3의 사운드는 DirectSound를 사용하였다.
1.03 버전부터는 크레이티브 사운드 블라스터의 EAX HD 4.0을 지원하여 좀 더 현장감 있는 사운드를 들을 수 있다. 원래 둠 3은 EAX 음향효과를 사용할 계획이 없었으며 크레이티브의 EAX 사용 권유를 받아들이지 않고 자체 사운드 엔진을 사용하여 1.03 이후에서야 EAX HD 4.0을 지원하게 되었다. 둠 3과 같은 게임 엔진을 사용한 퀘이크 4에서는 기본적으로 EAX와 OpanAL을 지원한다.
둠3의 모든 그래픽 인터페이스와 컴퓨터 화면 및 디스플레이를 만들어 내기 위해 500,000줄 이상의 스크립트 코드가 작성되었고 25,000개 이상의 이미지 파일이 사용되었다.

## 같이 보기
- 둠 - 둠 3를 원작으로 한 2005년 영화로 둠 3의 외전에 해당하는 극장판

## 평가
| 평론 점수      | 평론 점수 | 평론 점수 |
| 평론사         | 점수      | 점수      |
| 평론사         | PC        | 엑스박스  |
| -------------- | --------- | --------- |
| 1UP.com        | B+        | A         |
| 유로게이머     | 9/10      |           |
| 게임스팟       | 8.5/10    | 8.6/10    |
| 게임스파이     | [ 7 ]     | [ 8 ]     |
| 게임트레일러스 |           | 9.0/10    |
| IGN            | 8.9/10    | 9.3       |
| PC 게이머 (UK) | 90%       |           |
| PC 게이머 (US) | 94%       |           |
| 통합 점수      |           |           |
| 게임랭킹스     | 86.6%     | 87.7%     |
| 메타크리틱     | 87        | 88        |

| 수상   | 수상                                                                        |
| 평론사 | 수상                                                                        |
| ------ | --------------------------------------------------------------------------- |
|        | GameSpot's Best and Worst of 2004: Best Graphics (Technical)                |
|        | Golden Joystick Awards 2004: PC Game of the Year, Ultimate Game of the Year |